# Аркин, Элиазар-Симон Аронович
Элиазар-Симон Аронович А́ркин (1908—1993) — советский конструктор в областях атомного машиностроения. Доктор технических наук (1956).

## Биография
Родился в городе Александрия (ныне Кировоградская область, Украина).
Окончил ЛПИ имени М. И. Калинина (1933). Работал на Кировском заводе в должностях от инженера-конструктора до заместителя начальника конструкторского бюро.
С 1945 года главный конструктор, с 1947 года зам. главного конструктора ОКБ Кировского завода (с 1964 ЦКБ машиностроения). В 1961—1991 заместитель председателя Государственного комитета СССР по использованию атомной энергии в мирных целях, заместитель начальника Научно-технического управления Минсредмаша.
Участвовал в разработке установок для диффузионного и центробежного разделения изотопов урана.
Доктор технических наук (1956).
В 1993 году погиб в автомобильной катастрофе.

## Награды
- Сталинская премия первой степени (1951) — за разработку и промышленное освоение производства урана-235 методом газовой диффузии
- Сталинская премия первой степени (1953) — за усовершенствование производства урана-235 и за получение урана-235 с концентрацией 90 %
- Ленинская премия (1958)
- орден Ленина (июнь 1945).